# 庫斯塔奈
庫斯塔奈（羅馬化：Qostanaı，羅馬化：Kostanay），或按俄語名譯科斯塔奈，是哈薩克斯坦庫斯塔奈州的一座城市和該州首府，位於該國北部並臨近托博爾河，2019年人口約24萬。當地直線距離該國首都努爾-蘇丹約570公里，而距離鄰近俄羅斯大城市車里雅賓斯克則是約260公里。庫斯塔奈於1879年由一群俄羅斯移民創立，後來則成為一個貿易中心，並在1893年獲授予城市地位，以及於1936年成為當時新成立的庫斯塔奈州之首府。